# 真鶴町指定文化財一覧
真鶴町指定文化財一覧（真鶴町していぶんかざいいちらん）は、神奈川県真鶴町指定の文化財や史跡等を一覧形式でまとめたものであるが、全てを掲載しているわけではない。

## 古碑・記念碑
- しとどの窟縁起の碑 〔真鶴町真鶴〕〔窟の地内〕
- 天神宮造建碑と風外寿塔 〔真鶴町真鶴〕〔風外堂〕
- 頌徳碑 〔真鶴町岩〕〔瀧門寺境内〕
- 如来寺跡 〔真鶴町岩〕〔瀧門寺所有（一部急傾斜を除く）〕
- 石工先祖の碑 〔真鶴町岩〕〔岩先祖畑〕
- 江戸城用石と石銘〔真鶴町真鶴〕〔窟の地内〕
- 水戸殿石場の碑〔真鶴町所有〕

## 彫刻・美術
- 貴船神社木彫一式 〔真鶴町真鶴〕〔貴船神社〕
- 宝篋印塔一式 〔真鶴町岩〕〔瀧門寺境内〕
- 五層塔 〔真鶴町岩〕〔瀧門寺境内〕

## 民俗資料・参古資料
- 道標 〔児童館前道祖神 (真鶴町)と同所〕
- 道標 〔岩 (真鶴町)の長坂住宅〕
- 道標 〔荒井城址公園入口〕
- 道標 〔釈迦堂前〕

## 参考資料
- 真鶴の文化財 真鶴町教育委員会